# Joey Quinn
Le détective Joseph « Joey » Quinn est un détective des homicides au Département de Police du Miami Metro dans la série télévisée Dexter ; il est souvent le partenaire de Debra Morgan. Il est interprété par Desmond Harrington.

## Personnalité
Quinn était aux stupéfiants avant la saison 3.
Joey est un fêtard et est souvent présenté comme un « Don Juan ». Plusieurs fois, il est arrivé alcoolisé au travail et a même oublié son arme dans la voiture d'une de ses conquêtes d'un soir.
Il a flirté plus d'une fois avec le crime : il a volé de l’argent sur une scène de crime et on apprend dans la saison 7, qu'il a accepté des pots-de-vin de mafieux en échange de son silence sur leurs activités. Dans cette même saison, il tue de sang froid un homme qui frappait sa petite amie et a maquillé ce meurtre en acte de légitime défense.

## Biographie

### Saison 3
Quinn semble apprécier Debra, allant jusqu’à lui donner le nom d’un indicateur pour l’aider sur le cas Oscar Prado. Le passé de Quinn est inconnu et semble être remis en question, quand Debra est pressée par un agent des Affaires Internes, Yuki Amado (connue de Quinn), pour le surveiller. Il finit par être averti sur Yuki par Debra et affirme qu’il s’agissait d’une « vendetta personnelle » de sa part. L’enquête des Affaires Internes a échoué après que Quinn eut été mis au courant. Il avoue plus tard à Debra que la véritable source de l'enquête portait sur la mort d'un ancien partenaire et que Yuki avait une addiction au cristal meth (méthamphétamine). Quinn était au courant de la dépendance de son partenaire mais a essayé de l’aider personnellement au lieu d’en informer ses supérieurs. Il est vu au mariage de Dexter Morgan, bien que Debra lui ait conseillé de ne pas l’inviter.

### Saison 4
Quinn devient furieux contre Dexter pour avoir saboté, involontairement, un cas sur lequel il a travaillé dur. Cependant, par la suite, Dexter le voit prendre de l'argent provenant d'une scène de crime. Ensuite, Quinn tente d'établir une amitié avec Dexter en lui achetant des billets de football chers et fait des tentatives peu sincères d’amitié. Durant ce temps, Quinn commence une relation avec Christine Hill, une séduisante journaliste qui accompagne souvent son flirt de demandes de renseignements sur les affaires de la police.
Après qu’une avancée confidentielle d’une enquête de la police se retrouve dans un article de Hill, le lieutenant LaGuerta avertit Quinn de se méfier de tout journaliste qui l'aime pour des informations confidentielles sur l’oreiller. Néanmoins, Quinn se confie à Christine au sujet de nombreux rapports de police (soi-disant officieux), et elle utilise ces informations pour annoncer que Frank Lundy est revenu à Miami. Cependant, Quinn rompt avec Hill après qu’elle eut publié l'article sur Lundy.
Tout cela conduit Quinn au développement d'une relation conflictuelle avec Dexter qui, à bien des égards, est similaire avec la relation que Dexter a eu avec le désormais défunt sergent Doakes.

### Saison 5
À la suite de la mort de Rita, il aide Debra à nettoyer la maison pour Dexter. C'est à ce moment que les deux agents de la police de Miami flirtent ensemble. Puis l'inspecteur Quinn soupçonne Dexter d'avoir tué Rita  et qu'il a quelque chose à cacher.

### Saison 6
Au début de la saison, il est en couple avec Debra. Il désire se marier avec elle. Celle-ci refuse, affirmant qu'elle ne souhaite pas une relation stable. Quinn lui en veut, d'autant plus qu'il est en situation de rivalité professionnelle avec elle : Debra est promue Lieutenant au début de la saison.
Une nouvelle facette de Quinn apparait alors. Pour la première fois, il semble être attaché à une femme. Il essaye alors de se venger de sa nouvelle chef en fréquentant, pour des relations sans lendemain, des femmes rencontrées dans des bars. Il se trouve souvent en état d'ébriété le lendemain de ses sorties.
Par ailleurs, il forme une équipe professionnelle assez conflictuelle avec Batista.

### Saison 7
Quinn rencontre Nadia, une jeune stripteaseuse sans papier lors de l'enquête sur le meurtre de Viktor Baskov, un mafieux ukrainien. Elle travaille dans la boîte de nuit d'Isaac Sirko, le partenaire de Viktor Baskov. Sachant que Quinn est un flic ripoux, Sirko charge Nadia de se lier avec lui afin de connaître le déroulement de l'enquête sur le meurtre de Viktor. Ils tombent tous deux amoureux et Quinn est prêt à la libérer du joug de Sirko. En échange de la liberté de Nadia, Quinn accepte de subtiliser la preuve qui incrimine Sirko dans le meurtre de trois colombiens. Libéré, celui-ci se fait tuer par son bras droit George Novikov. Ce dernier n'a plus l'intention de libérer Nadia mais de l'envoyer dans une autre boîte à Dubaï. Quinn, fou de rage, débarque dans son bureau et le tue. Nadia s'enfuit et Quinn maquille le meurtre de sang froid en meurtre de légitime défense.